# Цант
Цант (њем. Zandt) општина је у њемачкој савезној држави Баварска. Једно је од 38 општинских средишта округа Кам. Према процјени из 2010. у општини је живјело 1.848 становника. Посједује регионалну шифру (AGS) 9372177.

## Географски и демографски подаци
Цант се налази у савезној држави Баварска у округу Кам. Општина се налази на надморској висини од 472 метра. Површина општине износи 21,6 km². У самом мјесту је, према процјени из 2010. године, живјело 1.848 становника. Просјечна густина становништва износи 86 становника/km².